# برونز مزرنخ

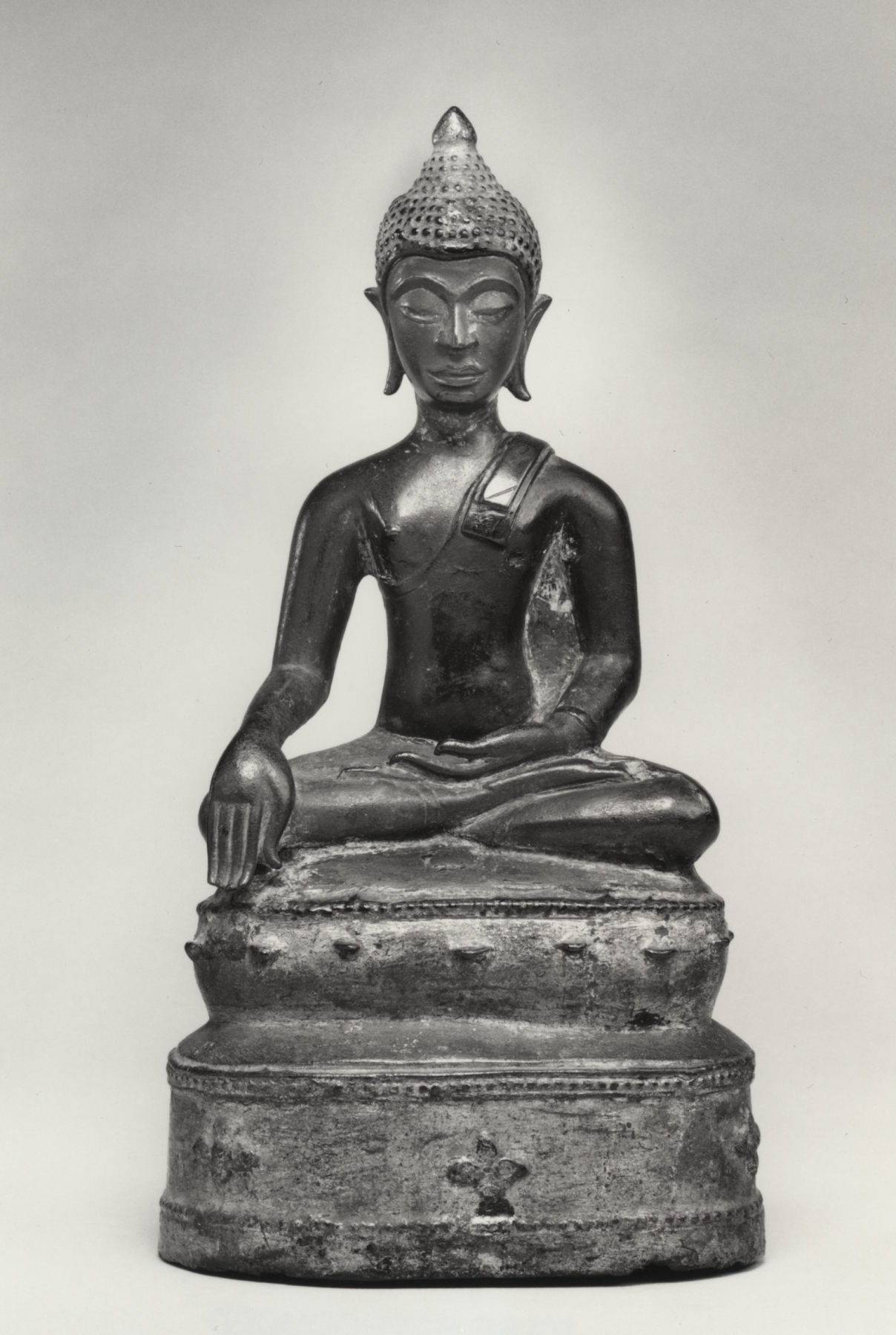
تمثال غوتاما بودا مصنوع في تايلند حوالي سنة 1800 من البرونز الزرنيخي.

البُرُنْزُ المُزَرْنَخُ أو البرونز الزِّرْنِيخِيُّ هو نوع من أنواع البرونز يسبك فيه الزرنيخ بدلًا من أو مع القصدير مع النحاس؛ مما يؤدي إلى إضفاء خواص جديدة تتمثل بازدياد المتانة وسهولة الصب.
عادةً ما تكون خامات النحاس مشوبةً بشكل طبيعي بالزرنيخ؛ ولذلك فعندما يستخدم مصطلح البرونز الزرنيخي في سياق علم الآثار فإنه ينصرف إلى السبائك التي يفوق محتواها من الزرنيخ نسبة 1% وزنا، ما يدل أنه أضيف فيها عمدا، وذلك من أجل تمييزها عن الآثار البرونزية المصنوعة من خامات النحاس المشوبة بالزرنيخ.